# Bennett BTC-1 Executive
 (mai 2025).
Si vous disposez d'ouvrages ou d'articles de référence ou si vous connaissez des sites web de qualité traitant du thème abordé ici, merci de compléter l'article en donnant les références utiles à sa vérifiabilité et en les liant à la section « Notes et références ».
Le Bennett BTC-1 Executive était un avion bimoteur de transport léger américain. Il fut probablement, au milieu des années 1930, le premier avion construit en matériaux composites. Réalisé par une équipe qui avait contribué au succès du Spirit of St. Louis de Charles Lindbergh, il ne connut pas la même gloire.

## Origine
Au milieu des années 1920 F.C. ‘Bub’ Merrill entreprit la conception d’un avion en Duraloïd. Il s’agit en fait de contreplaqué imprégné de bakélite. Ce matériau, réputé résistant aux intempéries, aux champignons et au feu, pouvait être mis en forme sous pression à haute température selon un procédé inventé par le Dr Robert Nebesar. À la recherche d’un investisseur, il contacta Franck Bennett, homme d’affaires texan et président de plusieurs compagnies pétrolières. Fin 1935, Merrill et Bennett fondèrent Bennett Aircraft Company et lancèrent le développement d’un bimoteur de transport léger. Bennett Aircraft s’assura le concours d’Art Mankey, emprunté à la Glenn L. Martin Company, de Walter Chaffee, ingénieur reconnu chez Douglas Aircraft Company, et de Vance Breese, célèbre pilote d’essais, qui participa autant aux essais en vol qu’à la conception du bimoteur. Enfin, pour réaliser le prototype, on fit appel à William Harvey Bowlus. Depuis 1911 Bowlus construisait des planeurs dans son ranch de San Fernando, en Californie. Spécialiste du formage du contreplaqué, il possédait l’installation nécessaire à la réalisation du prototype. En outre Mankey et Breese avaient travaillé ensemble à San Diego chez Ryan Aeronautical Company, dont Bowlus était alors directeur de production. C’était à l’époque ou fut construit le Ryan NYP Spirit of Saint Louis.

## Description
Le BTC-1 Executive était un monoplan à aile médiane cantilever et train classique fixe. La voilure, trapézoïdale à extrémités arrondies, offrait une flèche de bord de fuite sensiblement plus accentuée que celle du bord d’attaque. Cette aile était réalisée autour d’un longeron-caisson d’épaisseur décroissante en envergure, réalisé d’un seul tenant. Il supportait à l’avant un bord d’attaque formé et en arrière des queues de nervures recevant un revêtement en contreplaqué enduit. Les volets avaient une structure identique à celle de l’aile, les ailerons étaient entoilés. Cette voilure recevait les moteurs, tenus par des bâtis en tubes métalliques et recouverts par des capotages en aluminium. Le prototype reçut des Jacobs L-5, un moteur 7 cylindres en étoile de 285 ch, mais les seules performances connues de l’appareil, publiées par le constructeur, sont des performances calculées avec un Jacobs L-6 de 300 ch qui ne semble pas avoir jamais été monté sur l’avion.    
Le fuselage était de construction semi-monocoque, réalisé de deux demi-coques assemblées dans l’axe. Il est probable que le type de construction employé et la position médiane de l’aile entraînait la séparation de la cabine en deux parties pour permettre le passage du longeron. On accédait donc à la cabine deux portes, articulées dans l’axe du toit et situées au-dessus de l’aile gauche, en avant et en arrière de la cabine. Celle-ci était aménagée pour deux pilotes et 6 passagers. La dérive et le stabilisateur avaient une structure comparable à celle de l’aile, les gouvernes étant entoilées.
Le train principal, relevable hydrauliquement vers l’arrière dans des logements fermés, comportait des amortisseurs oléopneumatiques et des pneumatiques basse pression.

## Un échec commercial
La construction du prototype achevée, celui-ci fut transporté démonté à Van Nuys, assemblé et y effectua ses essais aux mains de Vance Breese. Durant un des premiers essais le train d’atterrissage refusa de s’abaisser, contraignant le pilote à se poser sur le ventre. Les dégâts se limitèrent aux hélices, aux capots moteurs en aluminium et aux trappes de train, justifiant la confiance placée dans le Duraloïd. Le 1er novembre 1937 la Civil Aeronautics Administration attribua au BTC-1 la certification individuelle 2-552 et l’immatriculation NC18690. 
Installée North Side Station, à Fort Worth, Texas, Bennett Aircraft avait dépensé 100 000 dollars pour en arriver là, mais ne disposait ni d’une usine ni de la moindre commande. Tandis que ‘Bub’ Merrill organisait des présentations de son bimoteur à travers les États-Unis, un autre texan, John Clay Kennedy, qui avait fait fortune dans les produits vétérinaires, cherchait le meilleur moyen de réinvestir son argent. Le 9 avril 1940, Franck Bennett, John C. Kennedy et H.E. Brants, propriétaire d’un important cabinet d’assurances de Fort Worth, fondaient la Bennett Aircraft Corporation. Merrill poursuivait de son côté ses efforts commerciaux, présentant son bimoteur à la Commission d’achats britannique mais aussi à l’US Army Air Corps. Or il allait se heurter à un problème purement administratif : ne pouvant présenter un détail du suivi de ses productions, Bennett Aircraft ne pouvait bénéficier d’une commande importante de l’armée. 
Entre-temps John Clay Kennedy avait recruté auprès de divers constructeurs américains et fait construire une usine au nord de Fort Worth. L’entreprise n’eut pas d’autres choix que de déposer le bilan début 1940. Fin 1940 John Clay Kennedy, devenu propriétaire unique, fondait Globe Aircraft Company (en).
Devenu Globe BTC-1, le bimoteur fut à nouveau proposé à l’armée américaine comme avion d’entrainement mais fut rejeté en faveur du Beechcraft 56, que Globe produira sous licence. Passé entre les mains de plusieurs propriétaires, le BTC-1 volait encore en 1947/1948 puis on en perd la trace. Il a peut-être été détruit durant un incendie. 

## Sources
1. 1 2 3 4  Fred Maupin